# Могочинське сільське поселення
Мого́чинське сільське поселення (рос. Могочинское сельское поселение) — сільське поселення у складі Молчановського району Томської області Росії.
Адміністративний центр — село Могочино.
Населення сільського поселення становить 3081 особа (2019; 3227 у 2010, 4107 у 2002).

## Склад
До складу сільського поселення входять:
| Населений пункт | Населення, осіб (2002) | Населення, осіб (2010) |
| --------------- | ---------------------- | ---------------------- |
| Ігреково, село  | 245                    | 126                    |
| Могочино, село  | 3182                   | 2564                   |
| Сулзат, село    | 680                    | 537                    |